# 阪本弥一郎

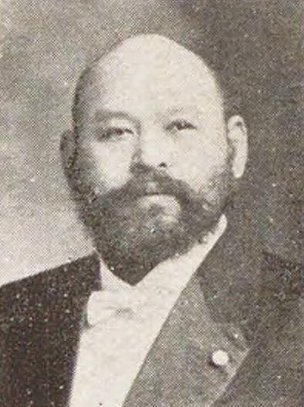
阪本弥一郎

阪本 弥一郎（さかもと やいちろう、慶応元年6月14日（1865年8月5日） - 大正12年（1923年）1月13日）は、日本の衆議院議員（立憲政友会→大同倶楽部→中央倶楽部→立憲同志会）。弁護士。

## 経歴
備後国深津郡福山町（現在の広島県福山市）出身。英吉利法律学校（のち東京法学院、現在の中央大学）で学び、在学中の1890年（明治23年）に代言人試験に合格し、翌年に卒業した。1893年（明治26年）より和歌山市に弁護士事務所を開業した。1898年（明治31年）には和歌山市会議員に選ばれた。1900年（明治33年）より弁理士や破産管財人も務めた。
1902年（明治35年）、第7回衆議院議員総選挙に出馬し、当選。第10回・第11回でも再選を果たした。